# Кольмар-Берг
Кольмар-Берг (люксемб. Colmer-Bierg, фр. Colmar-Berg, нім. Colmar-Berg) — місто в Люксембурзі, що утворює собою окрему комуну. Входить до складу кантону Мерш в окрузі Люксембург.

## Географія
Площа території комуни становить 12,31 км² (97-е місце за цим показником серед 116 комун Люксембургу).
Найвища точка комуни над рівнем моря — 372 метрів (85-е місце за цим показником серед комун країни), найнижча — 201 метрів (29-е місце).

## Демографія
Станом на 2011 рік на території комуни мешкало 1 954 ос.
Динаміка чисельності населення:

## Галерея

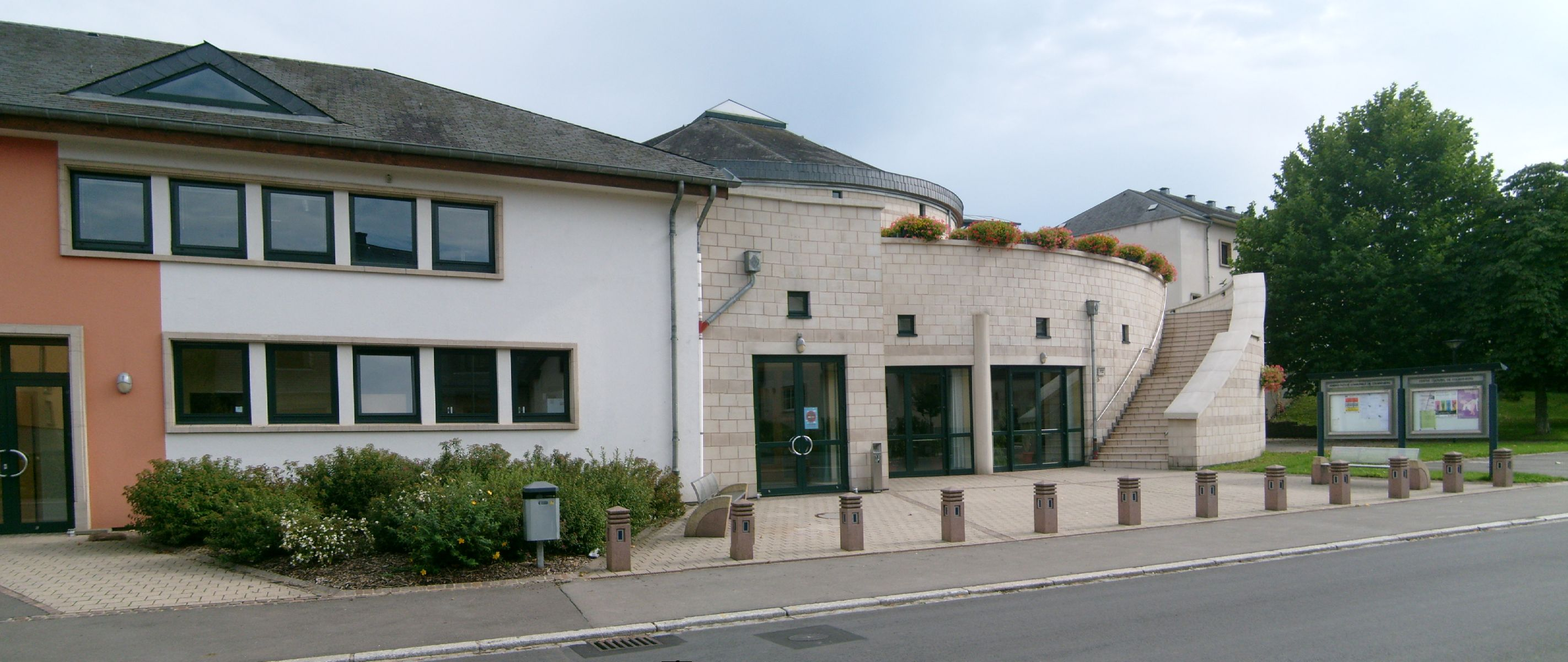
Міська рада Кольмар-Берга
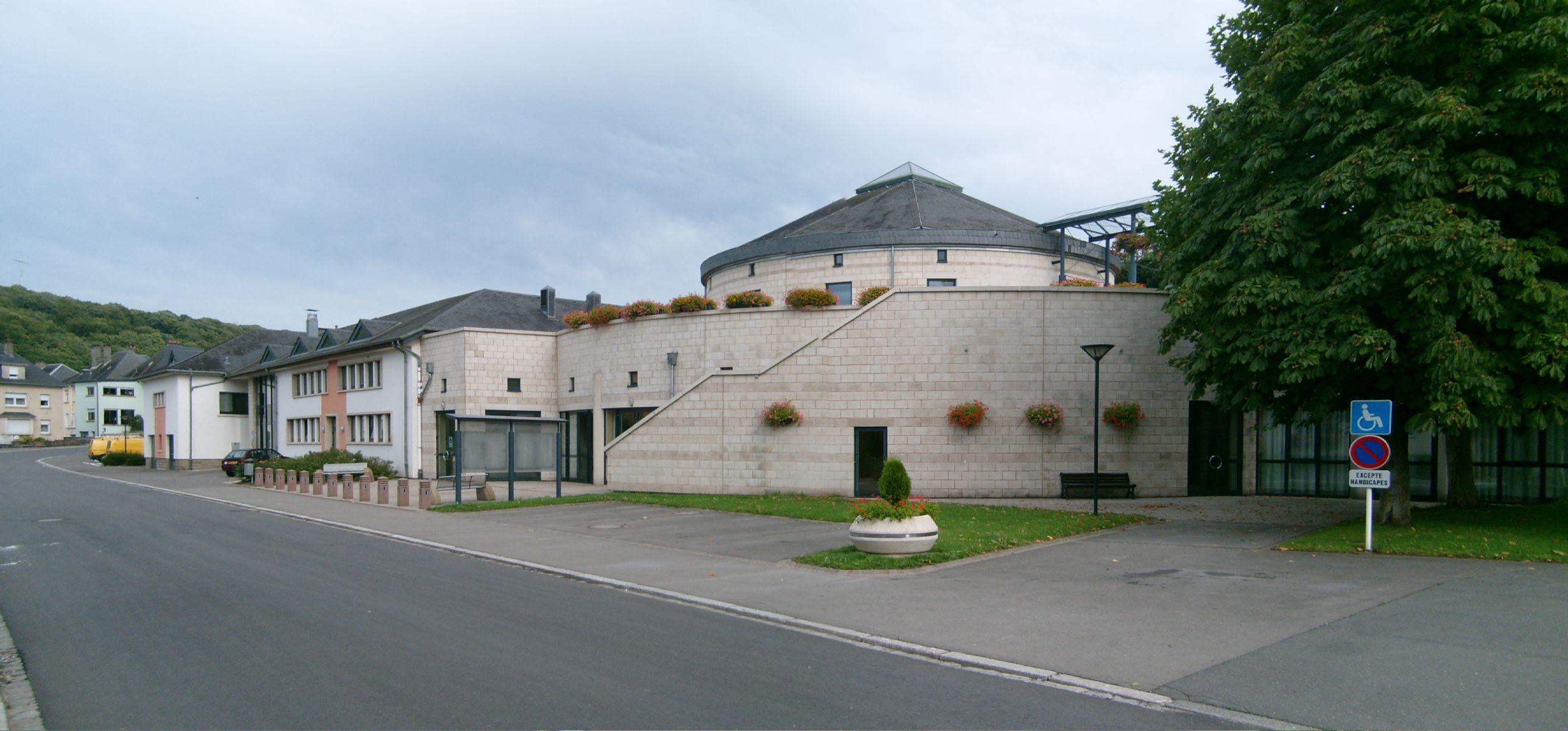
Міськрада
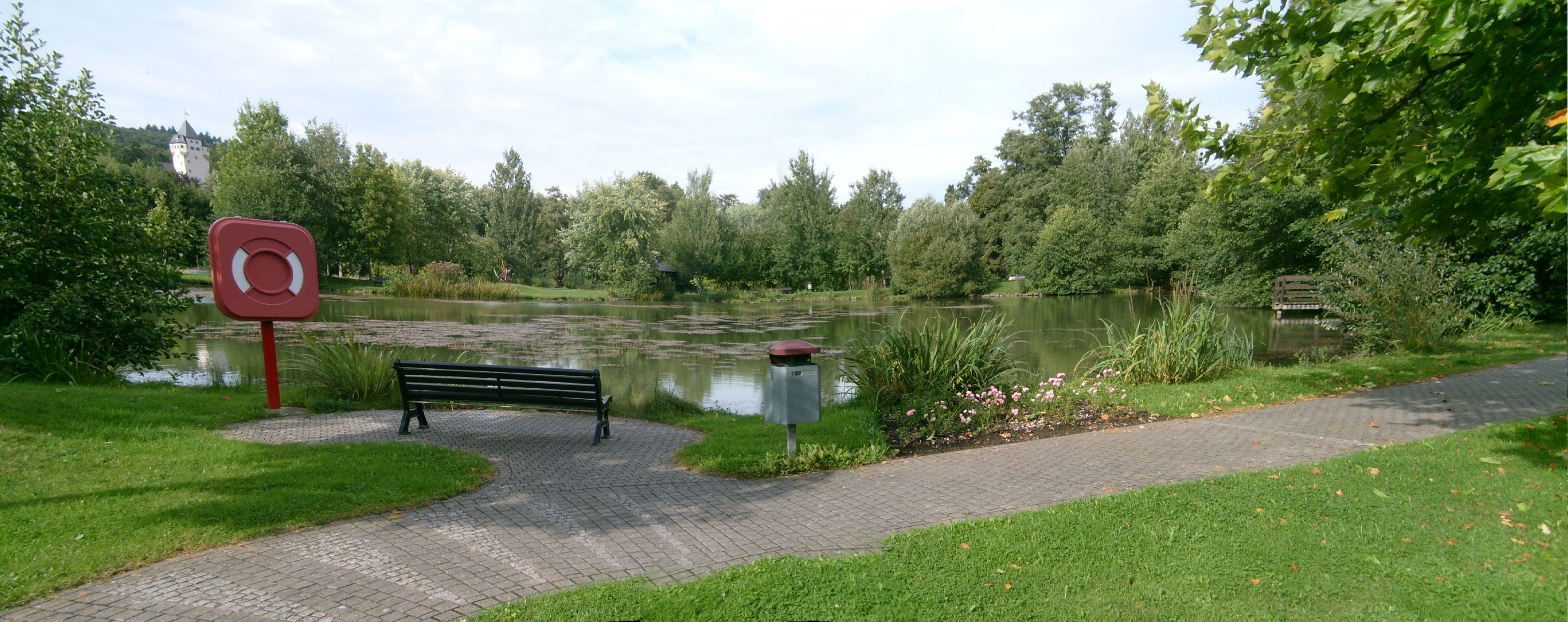
Парк (ліворуч замок герцога)
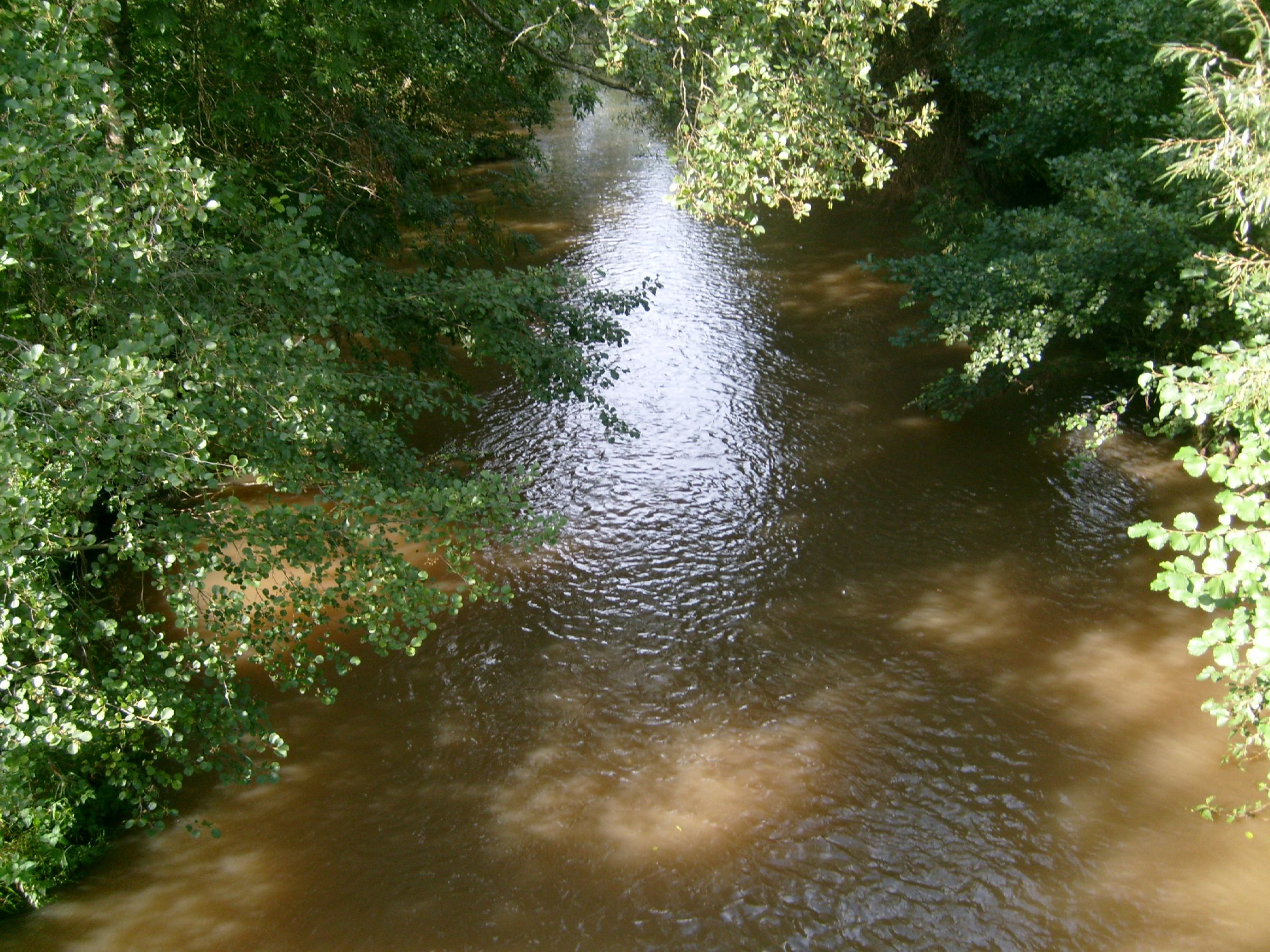
річка Альзет
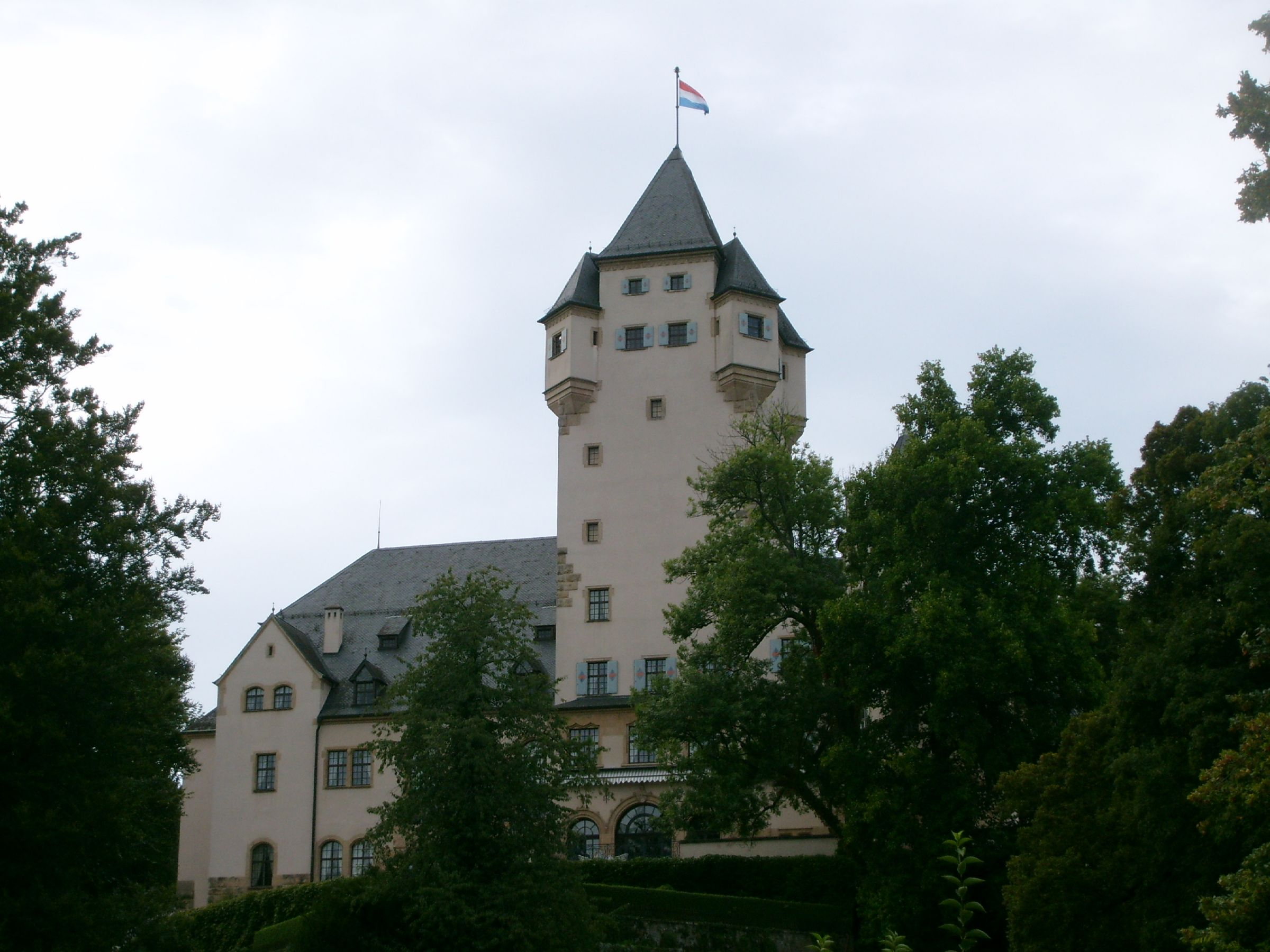
Schlass Bierg - замок герцога
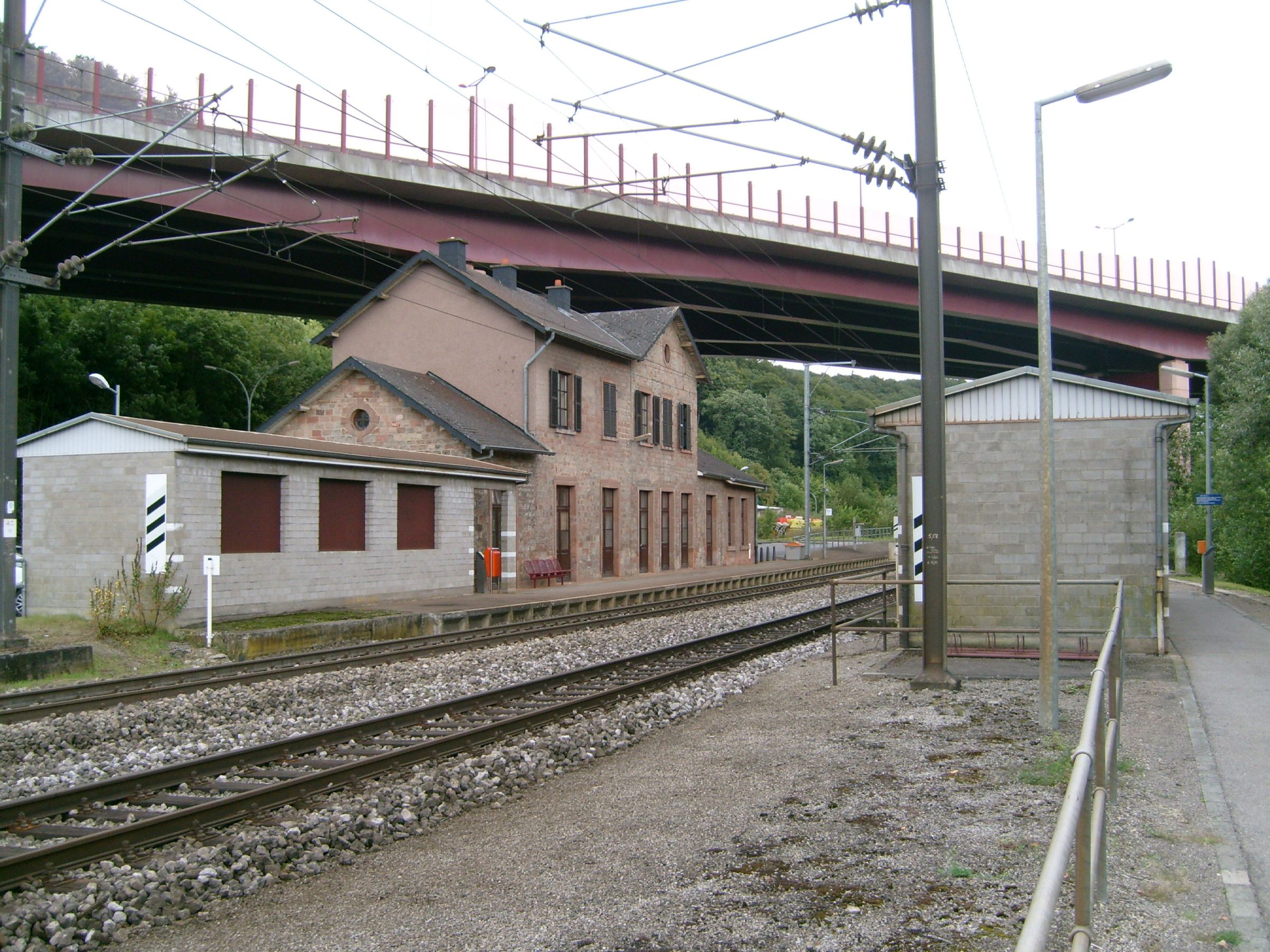
Gare Colmer-Bierg - залізнична станція
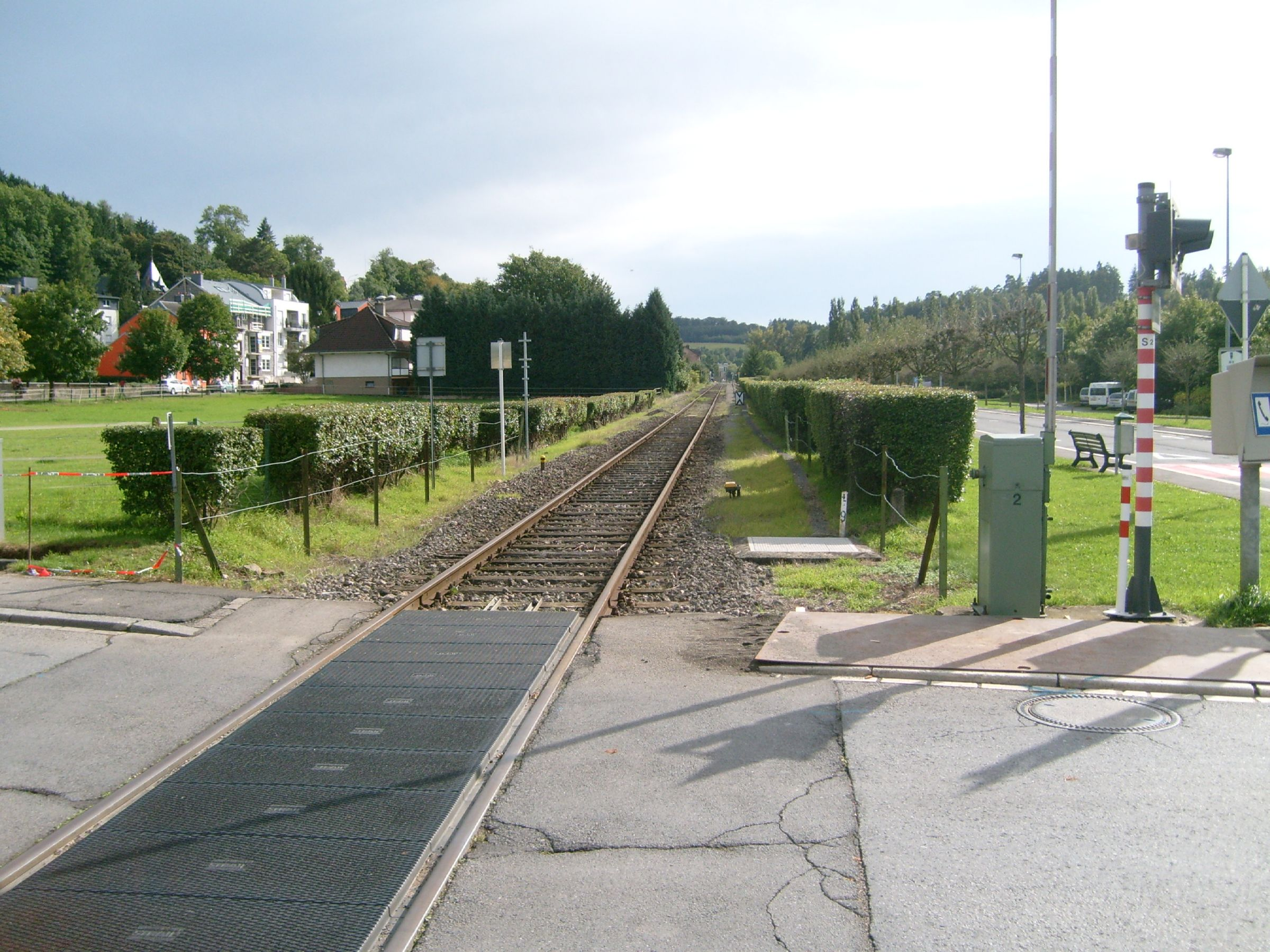
Переїзд через залізничну колію